# 傘立て
傘立て（かさたて）は、主に玄関や建物の入口に置き、傘を立てて置くための器具。
日本意匠分類分類定義カード（平成19年4月1日施行版）D6-404では「傘や杖を立てた状態で収納・保管するもの」と定義しているほか、「立てた状態でなくても、傘の使用後または一時的に収納・保管するもの等も含む」としている。
一般家庭の玄関や公共施設の入口などに設置されるほか、自動車の車内に取り付けるものもある。数本の傘をまとめて入れるもの、格子状の仕切りの中に傘を入れるもの、穴が多数付いておりその穴に傘を差し込むものなど、形状は様々である。日本意匠分類分類定義カードでは傘をひとまとめにして上方から入れる形で自立するタイプを「筒型」、壁などに取り付けられており固着して使用するタイプを「取付型」としている。
公共施設やオフィスなどでは鍵付きの傘立てを設置する場合がある。傘を入れて施錠すると、開錠しない限り傘を傘立てから取り出せなくなる。傘の先端を下に向けて傘立てに入れ、傘の手元をはめ込んで施錠するものが多い。

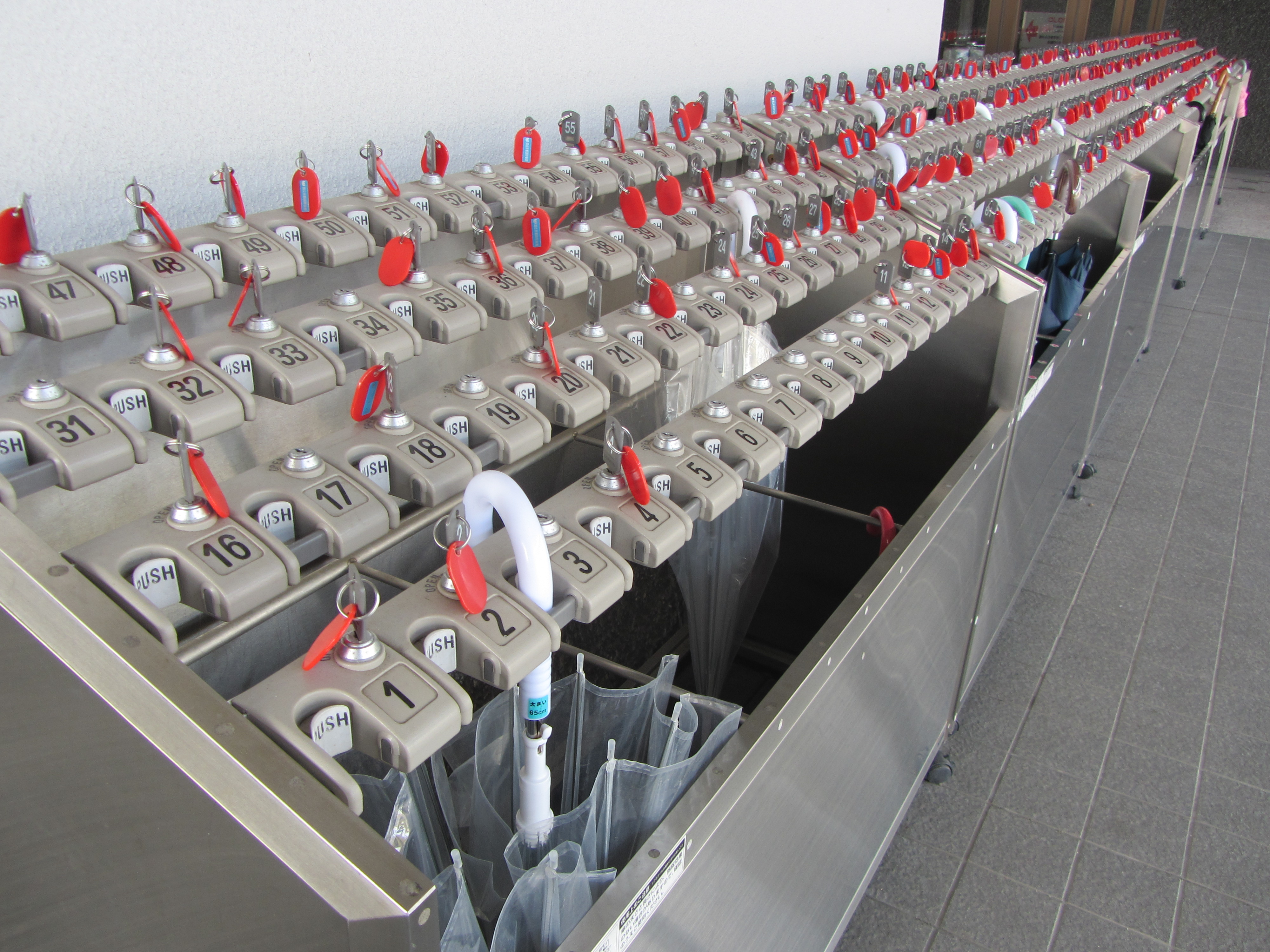
鍵付き傘立て
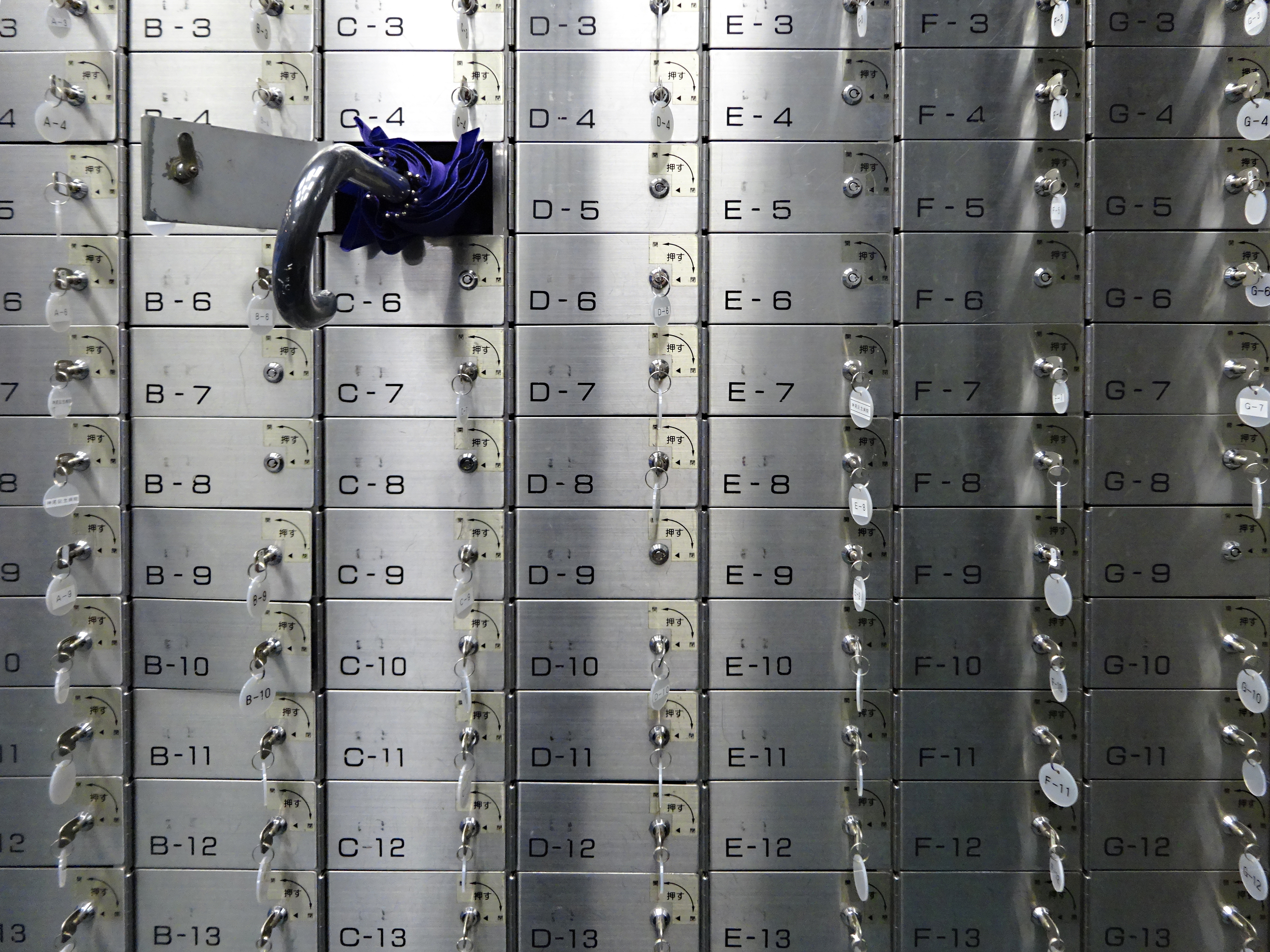
寝かせるロッカー式
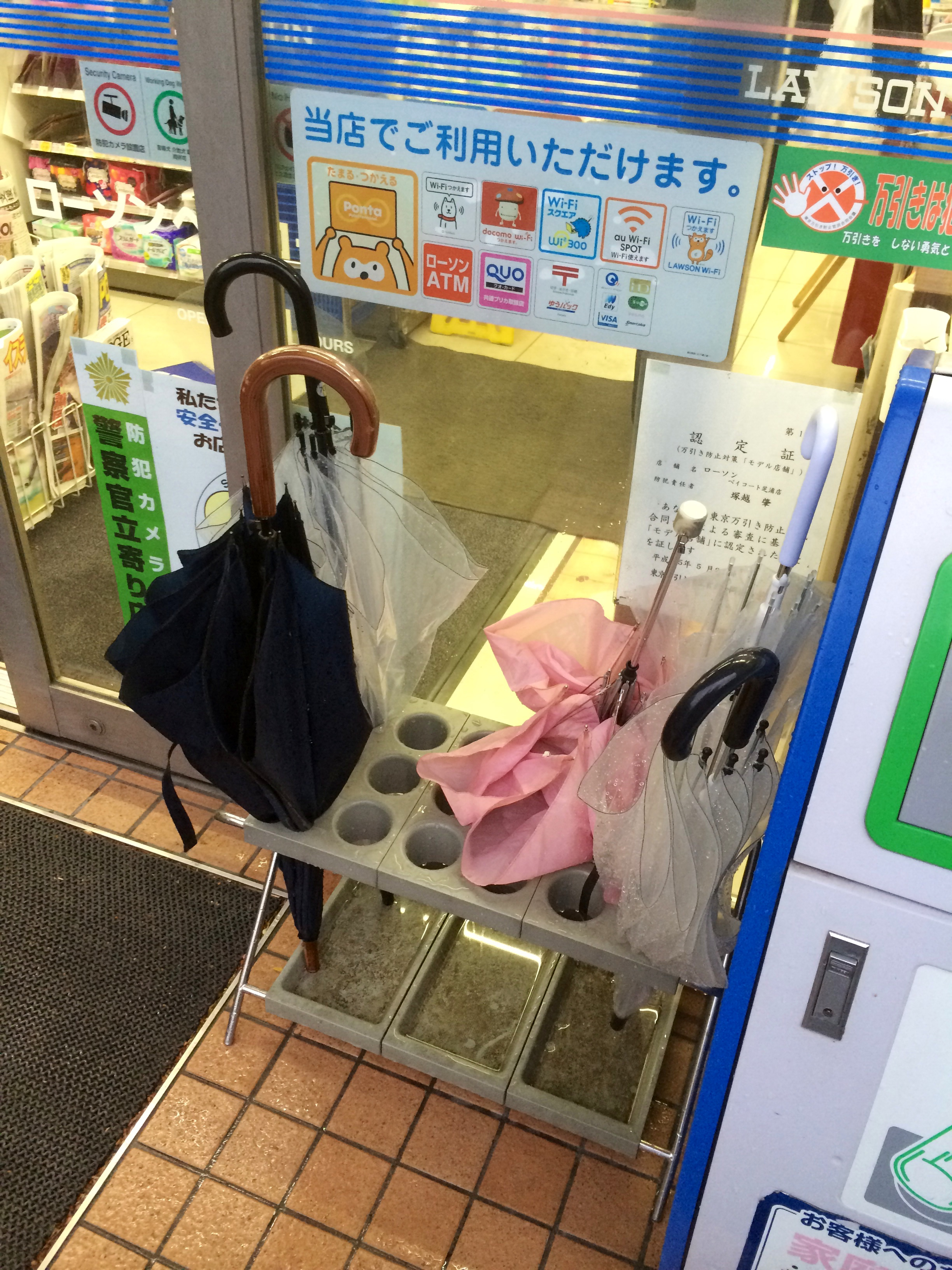
店先にある傘立て